# Italo Quazzola
Italo Quazzola (Borgosesia, 10 maggio 1994) è un mezzofondista italiano.

## Biografia
Nel 2011 ha partecipato ai Mondiali allievi, piazzandosi in decima posizione nei 2000 m siepi con il tempo di 5'59"78; sempre nello stesso anno e nella medesima specialità ha inoltre vinto una medaglia d'argento al Festival olimpico della gioventù europea. Nel 2012 ha invece partecipato ai Mondiali juniores, venendo eliminato in batteria nei 3000 m siepi. Nel medesimo anno ha inoltre conquistato un ventottesimo posto nella gara under 20 degli Europei di corsa campestre.
Nel 2013 ha partecipato (sempre nella corsa under 20) sia ai Mondiali che agli Europei di corsa campestre, piazzandosi rispettivamente in cinquantacinquesima ed in quarantottesima posizione; nell'occasione, ha anche vinto la medaglia di bronzo a squadre agli Europei. L'anno seguente ha invece conquistato un quarantunesimo posto nella gara under 23 degli Europei di corsa campestre. Ha gareggiato in questa stessa competizione anche nel 2015, anno in cui ha invece conquistato un diciottesimo posto; sempre nel 2015 ha inoltre gareggiato negli Europei under 23, conquistandovi un quinto posto nei 3000 m siepi. Nel 2016 ha infine partecipato per il terzo anno consecutivo alla gara under 23 degli Europei di corsa campestre, piazzandosi questa volta in quarantunesima posizione e vincendo una medaglia d'oro a squadre; sempre nel 2013 ha ricevuto un'ulteriore convocazione nella nazionale under 23, per un incontro internazionale di corsa su strada a Rennes, nel quale ha coperto la distanza di 10 km su strada nel tempo di 30'40".
Nel 2019 ha vinto la sua prima medaglia in carriera ai campionati italiani assoluti, conquistando il bronzo nei 10000 m piani con il tempo di 29'38"56; sulla medesima distanza ha inoltre partecipato per la prima volta in carriera alla Coppa Europa dei 10000 metri, manifestazione alla quale ha in seguito partecipato anche nel 2020 e nel 2021. Nel 2019 ha anche conquistato una medaglia d'oro a squadre in questa manifestazione.
Nel 2022 ha conquistato una medaglia di bronzo ai Giochi del Mediterraneo nei 5000 m piani con il tempo di 13'37"63.

## Palmarès
| Anno | Manifestazione          | Sede              | Evento         | Risultato | Prestazione | Note                          |
| ---- | ----------------------- | ----------------- | -------------- | --------- | ----------- | ----------------------------- |
| 2011 | Mondiali U18            | Villeneuve-d'Ascq | 2000 m siepi   | 10º       | 5'59"78     |                               |
| 2012 | Mondiali U20            | Barcellona        | 3000 m siepi   | Batteria  | 9'05"28     |                               |
| 2012 | Europei di cross        | Szentendre        | Corsa U20      | 28º       | 19'31"      |                               |
| 2013 | Mondiali di cross       | Bydgoszcz         | Corsa U20      | 55º       | 23'45"      |                               |
| 2013 | Mondiali di cross       | Bydgoszcz         | A squadre      | 6º        | 164 p.      |                               |
| 2013 | Europei di cross        | Belgrado          | Corsa U20      | 48º       | 19'02"      |                               |
| 2013 | Europei di cross        | Belgrado          | A squadre      | Bronzo    | 55 p.       |                               |
| 2014 | Europei di cross        | Samokov           | Corsa U23      | 41º       | 26'55"      |                               |
| 2015 | Europei U23             | Tallinn           | 3000 m siepi   | 5º        | 8'46"27     | Miglior prestazione personale |
| 2015 | Europei di cross        | Hyères            | Corsa U23      | 18º       | 23'59"      |                               |
| 2016 | Europei di cross        | Chia              | Corsa U23      | 41º       | 24'13"      |                               |
| 2016 | Europei di cross        | Chia              | A squadre      | Oro       | 35 p.       |                               |
| 2022 | Giochi del Mediterraneo | Orano             | 5000 m piani   | Bronzo    | 13'37"63    | Miglior prestazione personale |
| 2023 | Europei di cross        | Bruxelles         | Corsa seniores | 68º       | 33'13"      |                               |
| 2023 | Europei di cross        | Bruxelles         | A squadre      |           |             |                               |

## Campionati nazionali
2009
- 18º ai campionati italiani cadetti di corsa campestre - 8'45"

2010
- 6º ai campionati italiani allievi di corsa campestre - 17'18"

2012
- Oro ai campionati italiani juniores, 3000 m siepi - 9'11"91

2013
- 7º ai campionati italiani assoluti, 3000 m siepi - 8'55"40
- Bronzo ai campionati italiani juniores, 3000 m siepi - 9'11"94
- Argento ai campionati italiani juniores di corsa campestre - 23'36"

2014
- 5º ai campionati italiani promesse, 5000 m piani - 14'38"31
- 9º ai campionati italiani promesse indoor, 1500 m piani - 4'04"15
- 4º ai campionati italiani promesse indoor, 3000 m piani - 8'26"33
- 48º ai campionati italiani di corsa campestre - 32'51"
- 8º ai campionati italiani di corsa campestre - 32'51"

2015
- 8º ai campionati italiani assoluti indoor, 3000 m piani - 8'22"71
- Bronzo ai campionati italiani promesse, 3000 m siepi - 8'48"04
- Argento ai campionati italiani promesse indoor, 3000 m piani - 8'15"15

2016
- 16º ai campionati italiani di 10 km su strada - 30'23"
- Argento ai campionati italiani promesse, 3000 m siepi - 9'04"12

2018
- 11º ai campionati italiani di maratonina - 1h05'30"
- 13º ai campionati italiani di 10 km su strada - 30'47"

2019
- Bronzo ai campionati italiani assoluti, 10000 m piani - 29'38"56

2020
- 16º ai campionati italiani di maratonina - 1h04'21"

2021
- 7º ai campionati italiani di 10 km su strada - 28'53"

2022
- Argento ai campionati italiani assoluti, 10000 m piani - 28'42"35
- 4º ai campionati italiani assoluti, 5000 m piani - 13'41"45
- 5º ai campionati italiani di corsa campestre - 30'47"

2024
- 32º ai campionati italiani di corsa campestre - 33'58"
- 4º ai campionati italiani di maratonina - 1h03'10"
- 4º ai campionati italiani di 10 km su strada - 28'32"

## Altre competizioni internazionali
2011
- Argento al Festival olimpico della gioventù europea ( Trebisonda), 2000 m siepi - 5'56"30

2016
- 20º al Giro al Sas ( Trento) - 31'29"

2018
- 18º al Giro al Sas ( Trento) - 30'52"

2019
- 15º al Giro al Sas ( Trento) - 30'36"
- 6º al Memorial Peppe Greco ( Scicli) - 31'20"
- Oro a squadre in Coppa Europa dei 10000 metri ( Birmingham) - 1h24'25"02
- 9º al Campaccio ( San Giorgio su Legnano) - 31'20"

2021
- 23º in Coppa Europa dei 10000 metri ( Birmingham) - 28'44"97
- 7º al Giro podistico internazionale di Castelbuono ( Castelbuono) - 36'21"
- 10º alla BOclassic ( Bolzano) - 30'13"
- 9º alla Cinque Mulini ( San Vittore Olona) - 30'17"

2022
- 23º in Coppa Europa dei 10000 metri ( Pacé) - 28'44"97
- 5º al Giro podistico internazionale di Castelbuono ( Castelbuono) - 35'48"
- 12º al Campaccio ( San Giorgio su Legnano) - 30'10"

2023
- 11º alla BOclassic ( Bolzano) - 29'57"

2024
- 50º al Cross das Amendoeiras em Flor ( Albufeira) - 30'08"
- 12º alla BOclassic ( Bolzano) - 29'29"

2025
- 17º al Campaccio ( San Giorgio su Legnano) - 33'59"